# Kramkówka Duża
Kramkówka Duża [t͡sfaˈlinɨ ˈmawɛ] es un pueblo de Goniądz, Condado de Mońki, Voivodato de Podlaquia, al noreste de Polonia. Se sitúa aproximadamente a 8 km al sur de Mońki y a 47 km al oeste de Białystok.
El pueblo tiene 198 habitantes.